# Frente de la Revolución Boliviana
El Frente de la Revolución Boliviana (FRB) fue una alianza de partidos políticos bolivianos que compitió en las elecciones generales de 1966.
Estuvo conformada por:
- Partido Revolucionario Auténtico (PRA)
- Movimiento Popular Cristiano (MPC)
- Partido Social Demócrata (PSD)
- Partido de Izquierda Revolucionaria (PIR)

Sus candidatos fueron: para presidente René Barrientos Ortuño y como vicepresidente Luis Adolfo Siles Salinas.